# Ole Juul (författare)
Ole Juul, född Juhl, Juul från 1957, den 10 oktober 1918 i Kolding, död den 17 april 2009 i Randers, var en dansk författare, journalist och motståndsman. 

## Biografi
Juul var journalist i Aalborg och bonde i Vejle. På detta sätt fick han kontakt med Kai Holbech, som satte honom i förbindelse med De Frie Danske. Han kom därigenom att under andra världskriget att bli delaktig i danska motståndsaktiviteter och judetransporter till Sverige. I oktober 1943 tvingades han själv fly till Sverige.
Juul debuterade med romanen De røde enge, 1945. Han hade därefter en omfattande utgivning, bl. a. en serie pojkböcker, Jesper-böckerna.

## Priser & utmärkelser
- Emma Bærentzens Legat 1951